# Mingacevir
Mingacevir este un oraș din Azerbaidjan.